# گوچهر
گوَچهر یا گوزهر یا  به عقیدهٔ مزدیسنا ستاره‌ای است دنباله‌دار که هنگام به‌دنیا آمدن سوشیانت بر زمین افتد و آن را مشتعل سازد به‌طوری که همهٔ کان‌های فلزات گداخته شود و چون سیل سوزان جاری گردد و آدمیان که به رستاخیز زنده شده‌اند، باید از این سیل بگذرند. و آن بر نیکان چون شیر گرم و ملایم خواهد شد. مردمان پس از آن آزمایش، پاک شوند و به بهشت روند.